# شیخلر (آرارات)
شیخلر (به لاتین: Shikhlar) یک روستا در ارمنستان است که در استان آرارات واقع شده است. در  کیلومتری شمال آرتاشات، مرکز استان آرارات واقع شده است.

## خصوصیات
شیخلر  نفر جمعیت دارد و در ارتفاع  متر بالاتر از سطح دریا قرار گرفته است.